# Синий Бор
Си́ний Бор — посёлок в Увельском районе Челябинской области. Входит в Кичигинское сельское поселение.

## География
Расстояние до районного центра, Увельского, 20 км.

## История
Основан в 1977 г. при строительстве новой центральной усадьбы колхоза «Рассвет»

## Население
| 2002 | 2010  |
| ---- | ----- |
| 967  | ↗1054 |

По данным Всероссийской переписи, в 2010 году численность населения посёлка составляла 1054 человека (507 мужчин и 547 женщин).

## Улицы
Уличная сеть посёлка состоит из 15 улиц и 1 переулка.